# Fronteira Bielorrússia–Letónia
A fronteira entre a Bielorrússia e a Letônia é a linha que se estende por 17 2,9 km a noroeste da Bielorrússia, separando o país do território da Letônia. O extremo nordeste dessa linha é a tríplice fronteira Bielorrússia-Letônia-Rússia e o extremo sudoeste é tríplice fronteira dos dois países com a Lituânia, nas proximidades de Visaginas.
Até 1991 as quatro nações acima citadas eram parte de um único país, a União Soviética, embora fossem repúblicas soviéticas separadas.